# 0864
0864 è il prefisso telefonico del distretto di Sulmona, appartenente al compartimento di Pescara.
Il distretto comprende la parte sud-orientale della provincia dell'Aquila. Confina con i distretti dell'Aquila (0862) a nord, di Pescara (085) e di Lanciano (0872) a est, di Isernia (0865) a sud-est, di Cassino (0776) a sud e di Avezzano (0863) a ovest.

## Aree locali e comuni
Il distretto di Sulmona comprende 35 comuni suddivisi nelle 2 aree locali di Roccaraso (ex settori di Roccaraso e Scanno) e Sulmona (ex settori di Raiano e Sulmona). I comuni compresi nel distretto sono: Acciano, Alfedena, Anversa degli Abruzzi, Ateleta, Barrea, Bugnara, Campo di Giove, Cansano, Castel di Ieri, Castel di Sangro, Castelvecchio Subequo, Civitella Alfedena, Cocullo, Corfinio, Gagliano Aterno, Goriano Sicoli, Introdacqua, Molina Aterno, Pacentro, Pescocostanzo, Pettorano sul Gizio, Pratola Peligna, Prezza, Raiano, Rivisondoli, Rocca Pia, Roccacasale, Roccaraso, Scanno, Scontrone, Secinaro, Sulmona, Villalago, Villetta Barrea e Vittorito .